# Red One

Vergelijking in resolutie van digitale videoformaten. "K" staat voor duizend en verwijst naar het afgerond aantal horizontale pixels.

Red One is een professionele digitale videocamera gemaakt door Red Digital Cinema Camera Company. Deze camera kan opnames maken met een zeer hoge resolutie door gebruik te maken van een sensor met het formaat van 35mm-filmcamera. De prijs (17.500 dollar) is verhoudingsgewijs laag voor de geboden kwaliteit.

## Techniek
De 12 Megapixel CMOS sensor bevat 4900x2580 pixels, waarvan  4520 x 2540 actief. Deze sensor geeft daardoor ook een vergelijkbare scherptediepte van een 35mm-filmcamera.
De wavelet-codec, genaamd Redcode, is gelijk aan de CineForm RAWcodec en de JPEG2000 codec, en wordt ondersteund in Avid, Final Cut Pro 6, Vegas Pro 9 en Adobe Premiere Pro CS6.

### Opnameformaten
| resolutie                                                                      | fps                |
| ------------------------------------------------------------------------------ | ------------------ |
| 4.5K WS (4480x1920)                                                            | 1 – 30 (variabel)  |
| 4K 16:9 (4096x2304), 4K 2:1 (4096x2048), 4K HD (3840x2160), 4K ANA (2816x2304) | 1 – 30 (variabel)  |
| 3K 16:9 (3072x1728), 3K 2:1 (3072x1536), 3K ANA (2112x1728)                    | 1 – 60 (variabel)  |
| 2K 16:9 (2048x1152), 2K 2:1 (2048x1024), 2K ANA (1408x1152)                    | 1 – 120 (variabel) |

### Films (deels) gedraaid met Red
- Che: Part One (2008)
- Che: Part Two (2008)
- The Social Network (2010)
- District 9 (2010)
- The Book of Eli (2010)
- Antichrist (2009)
- Night at the Museum: Battle of the Smithsonian (2009)
- My Bloody Valentine (2009)
- Angels & Demons (2009)
- Crossing the Line (2008)
- The Girl with the Dragon Tattoo (2011) Shot with Red One MX, Zeiss Master Prime Lenses
- Jack the Giant Killer (2012)
- The Hobbit: An Unexpected Journey (2012)
- Contagion (2011)
- Underworld: Awakening (2012)
- Haywire (2011)
- In Darkness (2011)
- Red State (2011)
- The Amazing Spider-Man (2012)
- Margin Call (2011)
- Rabbit Hole (2010)
- Blue Valentine (2010)
- In a Better World (2010)
- Ghost Rider: Spirit of Vengeance (2011)
- The Lincoln Lawyer (2011)

### Opvolgers
- Red Epic 5K - 28K
- Red Scarlet 3K